# Pływanie na Letniej Uniwersjadzie 2007
Pływanie na Letniej Uniwersjadzie 2007 odbyło się w dniach 9 - 14 sierpnia na pływalni Aquatic Center da Thammasat University w Bangkoku.
Do rozdania było 40 kompletów medali. Po 20 w konkurencjach męskich jak i żeńskich.
Zawodnicy rywalizowali w 5 stylach: dowolnym, motylkowym, klasycznym, grzbietowym oraz zmiennym

## Obiekty
| Obiekt                                 | Miasto  | Funkcja           |
| Aquatic Center da Thammasat University | Bangkok | Zawody i treningi |

## Konkurencje

### Mężczyźni
| Styl dowolny - 50 metrów - 100 metrów - 200 metrów - 400 metrów - 800 metrów - 1500 metrów - sztafeta 4 × 100 m - sztafeta 4 × 200 m | Styl motylkowy - 50 metrów - 100 metrów - 200 metrów | Styl grzbietowy - 50 metrów - 100 metrów - 200 metrów | Styl klasyczny - 50 metrów - 100 metrów - 200 metrów | Styl zmienny - 200 metrów - 400 metrów - sztafeta 4 × 100 m |

### Kobiety
| Styl dowolny - 50 metrów - 100 metrów - 200 metrów - 400 metrów - 800 metrów - 1500 metrów - sztafeta 4 × 100 m - sztafeta 4 × 200 m | Styl motylkowy - 50 metrów - 100 metrów - 200 metrów | Styl grzbietowy - 50 metrów - 100 metrów - 200 metrów | Styl klasyczny - 50 metrów - 100 metrów - 200 metrów | Styl zmienny - 200 metrów - 400 metrów - sztafeta 4 × 100 m |

## Medale
| Konkurencja                                       | Złoto | Srebro | Brąz                                                                                                 |
| Mężczyźni                                         | | | |
| 50 metrów stylem dowolnym szczegóły               | Nicholas Santos · Brazylia | Jonathon Newton · Australia | Donald Scott Goodrich · Stany Zjednoczone                                                            |
| 100 metrów stylem dowolnym szczegóły              | Andriej Greczin · Rosja | Adam James Ritter · Stany Zjednoczone | Fernando Souza da Silva · Brazylia                                                                   |
| 200 metrów stylem dowolnym szczegóły              | Adam James Ritter · Stany Zjednoczone | Andrew Hunter · Wielka Brytania | Brian Johns · Kanada                                                                                 |
| 400 metrów stylem dowolnym szczegóły              | Dragoș Coman · Rumunia | Michael Klueh · Stany Zjednoczone | Jurij Priłukow · Rosja                                                                               |
| 800 metrów stylem dowolnym szczegóły              | Chad Eric Latourette · Stany Zjednoczone | Jurij Priłukow · Rosja | Serhij Fesenko · Ukraina                                                                             |
| 1500 metrów stylem dowolnym szczegóły             | Chad Eric Latourette · Stany Zjednoczone | Serhij Fesenko · Ukraina | Michael Klueh · Stany Zjednoczone                                                                    |
| 50 metrów stylem motylkowym szczegóły             | Serhij Breus · Ukraina | Nicholas Santos · Brazylia | Jewgienij Korotyszkin · Rosja                                                                        |
| 100 metrów stylem motylkowym szczegóły            | Darryl Rudolf · Kanada | Takashi Tomiyama · Japonia | Serhij Breus · Ukraina                                                                               |
| 200 metrów stylem motylkowym szczegóły            | Ryusuke Sakata · Japonia | Chen Yin · Chiny | Daniel Kirschner Madwed · Stany Zjednoczone                                                          |
| 50 metrów stylem grzbietowym szczegóły            | Helge Meeuw · Niemcy | Junya Koga · Japonia | Matthew Clay · Wielka Brytania                                                                       |
| 100 metrów stylem grzbietowym szczegóły           | Helge Meeuw · Niemcy | Markus Rogan · Austria | Nicholas Brewer Thoman · Stany Zjednoczone                                                           |
| 200 metrów stylem grzbietowym szczegóły           | Markus Rogan · Austria | Takashi Nakano · Japonia | Nicholas Brewer Thoman · Stany Zjednoczone                                                           |
| 50 metrów stylem klasycznym szczegóły             | Ołeh Lisohor · Ukraina | Felipe Lima · Brazylia | Darren Mew · Wielka Brytania · Walerij Dymo · Ukraina                                                |
| 100 metrów stylem klasycznym szczegóły            | Ołeh Lisohor · Ukraina | Grigorij Falko · Rosja | Scott Dickens · Kanada                                                                               |
| 200 metrów stylem klasycznym szczegóły            | Grigorij Falko · Rosja | Ryan Patrick Hurley · Stany Zjednoczone | Władysław Polakow · Kazachstan                                                                       |
| 200 metrów stylem zmiennym szczegóły              | Brian Johns · Kanada | Ken Takakuwa · Japonia | Łukasz Wójt · Polska                                                                                 |
| 400 metrów stylem zmiennym szczegóły              | Patrick Watson Mellors · Stany Zjednoczone | Alex Richard Vanderkaay · Stany Zjednoczone | Federico Turrini · Włochy                                                                            |
| sztafeta 4 × 100 metrów stylem dowolnym szczegóły | Joseph Gordon Doyle · Bryan Jackson Lundquist · Adam James Ritter · Matthew Grevers · Michael Patrick Grevers · Mathew McGinnis · Stany Zjednoczone        | Brian Johns · Chad Hankewich · Richard Hortness · Darryl Rudolf · Kanada | Jurij Priłukow · Siergiej Pierunin · Andriej Greczin · Dmitrij Smirnow · Jewgienij Łagunow · Rosja   |
| sztafeta 4 × 200 metrów stylem dowolnym szczegóły | Douglas Paul Van Wie · Adam James Ritter · Michael Patrick Klueh · Mathew McGinnis · Stany Zjednoczone                                                     | Nikita Łobincew · Jurij Priłukow · Siergiej Pierunin · Jewgienij Łagunow · Rosja | Nicola Cassio · Andrea Busato · Michele Cosentino · Andrea Giavi · Włochy                            |
| sztafeta 4 × 100 metrów stylem zmiennym szczegóły | Maksim Ganikin · Siergiej Makow · Siergiej Geybel · Andriej Greczin · Grigorij Falko · Jewgienij Korotyszkin · Dmitrij Smirnow · Jewgienij Łagunow · Rosja | Douglas Paul Van Wie · Adam James Ritter · Mathew Thomas Lowe · Daniel Kirschner Madwed · Matthew Grevers · Nicholas Brewer Thoman · Ryan Patrick Hurley · Mathew McGinnis · Stany Zjednoczone | Serhij Breus · Artem Proń · Jurij Jehoszyn · Walerij Dymo · Ihor Borysyk · Andrij Olijnyk · Ukraina  |
| Kobiety                                           | | | |
| 50 metrów stylem dowolnym szczegóły               | Britta Steffen · Niemcy | Alaksandra Hierasimienia · Białoruś | Rebeca Gusmão · Brazylia                                                                             |
| 100 metrów stylem dowolnym szczegóły              | Britta Steffen · Niemcy | Andrea Caroline Hupman · Stany Zjednoczone | Alice Mills · Australia                                                                              |
| 200 metrów stylem dowolnym szczegóły              | Federica Pellegrini · Włochy | Sara Isakovič · Słowenia | Kate Elizabeth Dwelley · Stany Zjednoczone                                                           |
| 400 metrów stylem dowolnym szczegóły              | Federica Pellegrini · Włochy | Coralie Balmy · Francja | Jordis Steinegger · Austria                                                                          |
| 800 metrów stylem dowolnym szczegóły              | Flavia Rigamonti · Szwajcaria | Federica Pellegrini · Włochy | Kelsey Elizabeth Ditto · Stany Zjednoczone                                                           |
| 1500 metrów stylem dowolnym szczegóły             | Flavia Rigamonti · Szwajcaria | Chika Yonenaga · Japonia | Kelsey Elizabeth Ditto · Stany Zjednoczone                                                           |
| 50 metrów stylem motylkowym szczegóły             | Fabienne Nadarajah · Austria | Yuka Kato · Japonia · Masae Oshimi · Japonia | |
| 100 metrów stylem motylkowym szczegóły            | Mackenzie Downing · Kanada | Irina Biespałowa · Rosja | Xu Yanwei · Chiny                                                                                    |
| 200 metrów stylem motylkowym szczegóły            | Audrey Lacroix · Kanada | MacKenzie Downing · Kanada | Sara Isakovič · Słowenia                                                                             |
| 50 metrów stylem grzbietowym szczegóły            | Aya Terakawa · Japonia | Alaksandra Hierasimienia · Białoruś | Swiatłana Chachłowa · Białoruś                                                                       |
| 100 metrów stylem grzbietowym szczegóły           | Aya Terakawa · Japonia | Kateryna Zubkowa · Ukraina | Chen Yanyan · Chiny                                                                                  |
| 200 metrów stylem grzbietowym szczegóły           | Kelly Marie Harrigan · Stany Zjednoczone | Melissa Ingram · Nowa Zelandia | Takami Igarashi · Japonia                                                                            |
| 50 metrów stylem klasycznym szczegóły             | Janne Schäfer · Niemcy | Sarah Katsoulis · Australia | Nanaka Tamura · Japonia                                                                              |
| 100 metrów stylem klasycznym szczegóły            | Nanaka Tamura · Japonia | Sarah Katsoulis · Australia | Mirna Jukić · Austria                                                                                |
| 200 metrów stylem klasycznym szczegóły            | Jung Seul Ki · Korea Południowa | Rie Kaneto · Japonia | Annamay Pierse · Kanada                                                                              |
| 200 metrów stylem zmiennym szczegóły              | Kaitlin Sandeno · Stany Zjednoczone | Jana Kłoczkowa · Ukraina | Swietłana Karpiejena · Rosja                                                                         |
| 400 metrów stylem zmiennym szczegóły              | Jana Kłoczkowa · Ukraina | Kaitlin Sandeno · Stany Zjednoczone | Zhang Xin · Chiny                                                                                    |
| sztafeta 4 × 100 metrów stylem dowolnym szczegóły | Courtney Cashion · Andrea Caroline Hupman · Kara Janelle Denby · Emily Susan Silver · Stany Zjednoczone                                                    | Xu Yanwei · Zhu Yingwen · Pang Jiaying · Chen Yanyan · Chiny | Sonja Schober · Britta Steffen · Dorothea Brandt · Annika Mareike Lurz · Katharina Schiller · Niemcy |
| sztafeta 4 × 200 metrów stylem dowolnym szczegóły | Kelly Marie Harrigan · Kaitlin Sandeno · Erin Percell Reilly · Kate Elizabeth Dwelley · Andrea Caroline Hupman · Lindsey Byrum Smith · Stany Zjednoczone   | Xu Yanwei · Zhu Yingwen · Pang Jiaying · Tan Miao · Chiny | Alice Carpanese · Roberta Ioppi · Federica Pellegrini · Francesca Segat · Flavia Zoccari · Włochy    |
| sztafeta 4 × 100 metrów stylem zmiennym szczegóły | Yu Iwasaki · Norie Urabe · Aya Terakawa · Nanaka Tamura · Yuka Kato · Masae Oshimi · Japonia                                                               | Erin Percell Reilly · Elaian Breeden · Brooke Ann Bishop · Jessica Siao Mei Embick · Eleanor Jean Weberg · Emily Susan Silver · Lauren English · Stany Zjednoczone                             | MacKenzie Downing · Caitlin Meredith · Seanna Mitchell · Annamay Pierse · Kelly Stefanyshyn · Kanada |

## Czołówka tabeli medalowej
| Rk  | Kraj              | Złoto | Srebro | Brąz | Razem |
| 1.  | Stany Zjednoczone | 10    | 10     | 8    | 28    |
| 2.  | Japonia           | 5     | 8      | 2    | 15    |
| 3.  | Ukraina           | 4     | 3      | 4    | 11    |
| 4.  | Kanada            | 4     | 2      | 4    | 10    |
| 5.  | Niemcy            | 4     |        | 2    | 6     |
| 6.  | Rosja             | 3     | 4      | 4    | 11    |
| 7.  | Włochy            | 2     | 1      | 3    | 6     |
| 8.  | Austria           | 2     | 1      | 2    | 5     |
| 9.  | Szwajcaria        | 2     |        |      | 2     |
| 10. | Brazylia          | 1     | 2      | 2    | 5     |
| 20  | Polska            |       |        | 1    | 1     |